# Sidemia spilogramma
Sidemia spilogramma är en fjärilsart som beskrevs av Jules Pièrre Rambur. Sidemia spilogramma ingår i släktet Sidemia och familjen nattflyn. Inga underarter finns listade i Catalogue of Life.